# 利姆海峽

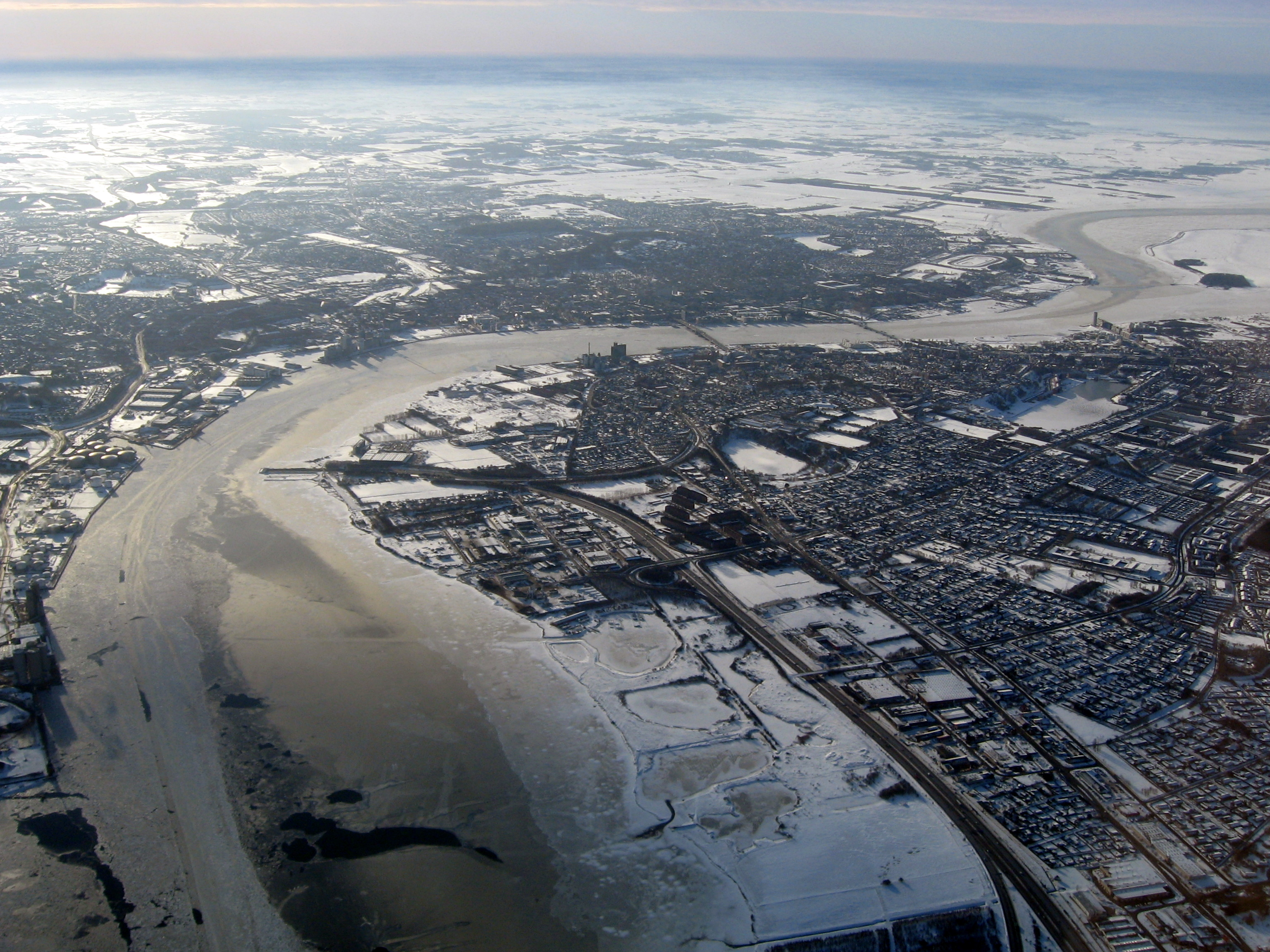

利姆海峽是丹麥的海峽，位於日德蘭半島北面，連接北海和卡特加特海峽，長180公里，該海峽最大的島嶼是面積368平方公里的莫斯島。自維京時代起一直被視為峽灣。然而，由於有橫貫北海和卡特加特海峽的兩端，因此該海峽將北日德蘭島（丹麥語： Nørrejyske Ø）與日德蘭半島的其餘部分實質分開。

## 外部連結
- Limfjord information（页面存档备份，存于）
- The Limfjord Museum（页面存档备份，存于）

56°56′34″N 9°04′30″E / 56.94278°N 9.07500°E